# Arekeri Forest - Ii, Virajpet
Arekeri Forest - Ii là một làng thuộc tehsil Virajpet, huyện Kodagu, bang Karnataka, Ấn Độ.